# Golden Days
Sekretariatet Golden Days står bag en årligt tilbagevendende historisk festival i København. Festivalen startede i 1993 som et samarbejde mellem et par københavnske kulturinstitutioner med finansiel støtte fra Kultur- og Erhvervsministeriet. Den første Golden Days festival fandt sted i 1994 og derefter med to års mellemrum. De første fire festivaler havde den danske guldalder som tema – deraf projektets navn. Fra 2002 gik man væk fra guldalderen og temaerne har været forskellige. Siden 2008 har festivalen fundet sted hvert år.
Projektets formål er at formidle Københavns kultur og historie i samarbejde med byens kulturinstitutioner.
Projektets omfang er vokset væsentligt siden 1993 og omfatter i dag bl.a. et samarbejde mellem mere end 60 kultur- og turistinstitutioner. Støtte modtages fra Kulturministeriet, Københavns Kommune samt private fonde og sponsorer.
Sekretariatet Golden Days står også bag Kulturklik.dk og andre kulturprojekter i Hovedstadsområdet.

## Den historiske festival
Golden Days historiske festival, der nu afvikles hvert efterår, finder sted hos samarbejdspartnerne, der bl.a. omfatter teatre, biblioteker og ikke mindst museeer i København og omegn.
| ÅR & DATO                  | TITEL                                                                                 | INFO | HOVED-ARRANGEMENTER | UDGIVELSER |  |
| -------------------------- | ------------------------------------------------------------------------------------- | --- | --- | --- |  |
| 2018: 7. - 23. september   | Historiens B-sider                                                                    | Golden Days Festival er i 2018 dedikeret Historiens B-sider. I en nutid præget af nulfejlskultur og fotofiltre vender festivalen vrangen ud på historien. Gennem litteratur, arkitektur, musik, film, kunst, teater og samfundsstof dykker festivalen ned i kulturhistoriens skønhedspletter, de oversete tracks, vildskuddene og kulturens missing links.          | Åbningsfest i Skuespilhuset. | Velkommen på bagsiden. Danmarkshistorien på vrangen af Poul Duedahl. Bogen er en beretning om de menneskelige vildfarelsers historie, om eksperimenter der gik galt, kampe der blev tabt og ideer som ingen længere abonnerer på. Fortællinger, som kan være svære at få øje på, og som understreger den gamle sandhed om, at det som regel er sejrherren, der skriver historien. 1. udgave 2018 384 sider, Gads Forlag |  |
| 2017: 2. - 17. september   | København 850                                                                         | København har ifølge Saxo 850 års jubilæum i 2017, og det skal naturligvis markeres. Golden Days Festival havde derfor 850 års København som tema. Festivalen tog pulsen på Københavns kultur, myter og historie gennem 10 personer, der gennem tiden har haft vision, fantasi og vilje til at skabe København – fra bykonger og borgerskab til bz'ere og bryggere. | Åbningsfest, rundture i hemmelige huse, Pind og punk, cykelsafari i fortiden, nutiden og fremtidens København, skattejagter, havevandringer, højhuskoncerter og Herman Bang-banko, o.m.a. | "Zoom København" af Martin Zerlang |  |
| 2016: 9.-25. september     | 1970’ERNE                                                                             | | | |  |
| 2015: 4. - 20. september   | FESTIVAL OF IMPORTANT SHIT                                                            | Golden Days satte i 2015 fokus på kulturarven gennem koncerter, foredrag, byvandringer, debatter og fester. | | |  |
| 2014: 5. - 21. september   | KRIG NO 1                                                                             | I 2014 var det 100 år siden første verdenskrig brød ud. Krigen blev et vendepunkt. Nu handlede det om fremtiden, ikke om fortiden. Ungdom blev en kvalitet i sig selv, kønsroller blev vendt op og ned, og kunstnere ville ændre verden. Traditionerne blev brudt og autoriteterne forkastet.                                                                       | Åbningsfest på Vega "Hotel Extravaganza". "12 timers maraton"- 12 timers foredrag om første verdenskrig på Københavns Universitet sendt live på DRK. | - "1914" af Martin Zerlang Arkiveret 25. oktober 2014 hos Wayback Machine "1914" viser, hvordan Den Store Krig, som i dansk sammenhæng helt uberettiget hidtil har været “den glemte krig”, virkede afgørende ind på dansk kultur. 1. udgave 2014 336 sider, Gads Forlag - Festival-magasin om første verdenskrig (Webside ikke længere tilgængelig).                                                                   |  |
| 2013: 6.-22. september     | PHILOSOPHY NOW! - en festival om filosofi                                             | Er alle mennesker født lige? Er alt relativt? Er demokrati en god idé? Festivalen om filosofi greb i 2013 fat i de store tanker, der har ændret verdenshistorien. | Åbningsfest på Glyptoteket: "TOGA LIVE" | |  |
| 2012: 7.-23. september     | Festival om 1950érne                                                                  | 1950'erne er et spejl, hvor vi kan genkende os selv - og Golden Days Festival satte med afsæt i perioden gang i debatten om, hvor vi er på vej hen. I 2012 var vi midt i en finanskrise, hvor der skulle spares og reformeres, og hvor livsformer og velfærd måtte til debat. Kan sammenbrud blive til gennembrud, og kan fortiden give os gode råd?                | Åbningsfest på Vega: "1950'er fest" | "1950'ERNE" Arkiveret 24. oktober 2014 hos Wayback MachineHanne Reintoft, Klaus Rifbjerg, Hans Hertel, Maria Marcus,Pernille Stensgaard, Nils Arne Sørensen, Rasmus Mariager,Michael Fjeldsøe, Morten Michelsen, Jens Tang Kristensen &Liza Burmeister Kaaring 1. udgave 2012 ISBN 978-87-12-04803-9 220 sider, halvbind, rigt illustreret Udgiver: Gads Forlag                                                         |  |
| 2011: 9.-18. september     | Tro                                                                                   | Troen er overalt omkring os. Den er synlig i gadebilledet og fylder op i den offentlige debat. Golden Days Festival kastede i 2011 nyt lys over troen og troens betydning for kulturen i en tid, hvor nye måder at være troende på sætter dagsordenen i alt fra ledelsesfilosofi til rockmusik.                                                                     | Kunstforeningen GL STRAND: Koncerter med Hymns from Nineveh og Reverend Shine Snake Oil Co, sufidans, speedforedrag, poker og menneskekroppe i kroge. Grundtvigs Kirke: Blade af Satans bog. Filminstruktør Lars von Trier og journalist Martin Krasnik havde samtale om ondskab en særvisning af Carl Th. Dreyers film Blade af Satans bog fra 1921. Organist Mads Høck akkompagnerede på orgel. Bag facaden: Publikum kunne blandt andet komme bag facaden på Nusrat Djahan-moskeen, Sankt Lioba Klostret, Mormonkirken, Københavns Synagoge og Scientologi Kirken. Carlsberg Bryghus: Koncert med Isam B og Jonas H. Petersen fra Hymns from Nineveh. | TRO - en antologi om tro og kultur Simon Hastrup (red.) |  |
| 2010: 3.-26. september     | 1700-tallet - globalisering, gossip og grådighed                                      | Da Golden Days Festival slog dørene op til ”1700-tallet – globalisering, gossip og grådighed” i september 2010, var publikum inviteret til fest: DR’s koncertsale blev fyldt af rokokoparykker, rødvinsfontæner og råteater, der blandede nutidens rå arkitektur og pumpende beats med 1700-tallets dekadente univers.                                              | Koncerthuset i DR Byen: Venetiansk Maskebal - Koncerter med DR UnderholdningsOrkestret, en venetiansk markedsgade og orientalsk vandpiberøg. Medicinsk Museion: Værdi-battles - en række debatarrangementer på Medicinsk Museion, hvor emner som tro, fornuft, ytringsfrihed og tolerance blev sat til debat. Intelligent Nightlife: Aftenskole i Marquis Marcel de Sades lejlighed på Frederiksberg, under mottoet "Det er cool at være dannet." | 1700-tallet - parykker, profit og pøbel. Ulrik Langen (red.) Farlige forbindelser - Danmark og verden i 1700-tallet. Josefine Albris og Marie Damsgaard Andersen (red.) |  |
| 2009: 11.-18. september    | Kroppens Præstationer – verdensmestre, hvepsetaljer og viagra                         | | Statens Museum for Kunst: Stor fernisering med dans, dj’s, wiilounge og artist talks. Huset i Magstræde: Fortællinger og oplæsninger i aftenarrangementet ”Erotik tak. Godnathistorier om sex.” \| | |  |
| 2008: 5.- 21. september    | Mellemkrigstidens København – funkis, frisind og fascisme                             | | Stærekassen: Jazzfest som i 1920’erne. Øbrohallen: Filmforevisning af ”Olympia” kommenteret live af Jørgen Leth. Grundvigtshus: Debatarrangementet ”Frø af ugræs”. | København i en Jazztid. Pernille Stensgaard og Jens Andersen (red).Ideernes København. Af Martin Grunz. |  |
| 2006: 1.-24. september     | Christian 4.’s København                                                              | | Kongens Have: Renæssancefest og marked. Københavns Hovedbibliotek: Duftudstillingen ” Renæssancens dufte – duftenes renæssance”. Rosenborg Slot: Musikfestivalen Rosenborg Renaissance Festival | Christian 4.s København. Gregers Dirckinck-Holmfeld (red). Kongens København – guide til renæssancebygninger i København. Af Sarah Giersing. |  |
| 2004: 3.-26. september     | Drømmetid – København i 1890’erne                                                     | | Københavnske byrum: Portrætfotoudstillingen ”Ansigt til ansigt”. Københavnske byrum: Udstillingen fra Thorvaldsens Museum ”Skulpturen kalder - på mobil med skulpturer i København”. | Drømmetid. Fortællinger fra Det Sjælelige Gennembruds København. Henrik Wivel (red). |  |
| 2002: 1. til 22. september | Det moderne gennembrud                                                                | | Rundetaarn: Udstillingen "Storbydrømme". GL STRAND: Udstillingen "Når kvinder fortæller – kvindelige malere i Norden 1880-1900". | Uden for murene – fortællinger fra det moderne gennembruds København. Klaus P. Mortensen (red). |  |
| 2000:                      | Guldalderen 1800-1850. Krydsfeltet mellem videnskab og kunst. Dansk-tyske relationer. | | Nationalmuseet: Udstilling: "Ånden i naturen - dansk guldalder 1800-1850" Radiohuset: "En skærsommernatsdrøm" | Krydsfelt. Ånd og natur i Guldalderen Mogens Bencard (red). |  |
| 1998: 4. til 20. september | Klassisk arkitektur og guldalderens skyggesider                                       | | Radiohuset: Koncerterne ”Elverspejl” og ”Elverskud” af Niels W. Gade. Rundetaarn: Udstillingen ”Klassicisme - Arkitekturen i København på C.F. Hansens tid”. | Klassicisme i København. Hanne Raabyemagle og Claus M. Smidt (red). |  |
| 1996: 26. april – 5. maj   | København 1800-1850                                                                   | | Den Hirschsprungske Samling: Udstillingen ”Wilhelm Bendz 1804-1832 – et ungt kunstnerliv”.Thorvaldsens Museum: Udstillingen ”1796 - København som Kulturby”. | Guldalderens verden. 20 historier fra nær og fjern. Bente Scavenius (red). |  |
| 1994: 9.–18. september     | Guldalderen 1800-1850                                                                 | | Den Hirschsprungske Samling: Udstillingen ”Den nøgne guldalder”. Det Kongelige Teater: Balletten "Sylfiden". | Guldalderhistorier – 20 nærbilleder af perioden 1800-1850. Bente Scavenius (red.). |  |

## Fodnoter
1. ↑  Ulla Tofte: Golden Days er blevet mere prof
2. ↑  Velkommen på bagsiden. Danmarkshistorien på vrangen Arkiveret 19. juli 2018 hos  Wayback Machine af Poul Duedahl
3. ↑  "Zoom København" af Martin Zerlang Arkiveret 26. december 2018 hos  Wayback Machine

## Eksterne links
- Golden Days' festival